# بريان جيراغتي
بريان جيراغتي (بالإنجليزية: Brian Geraghty)‏ مواليد 13 مايو 1975 في نيوجيرسي، الولايات المتحدة، هو ممثل أمريكي بدأ مسيرته الفنية سنة 1999.

## الأعمال

### أفلام
- جارهيد
- عندما يتصل غريب
- الغارديان
- جريمة أمريكية
- أنا أعرف من قتلني
- خزانة الألم
- رحلة طيران

### مسلسلات
- آل سوبرانو (1999)
- إد (2001)
- القانون والنظام: الوحدة الخاصة للضحايا (2010) (بدور: بيتر باتلر)
- دم حقيقي (2012)
- راي دونوفان (2014)
- القانون والنظام: الوحدة الخاصة للضحايا (2015)

## الجوائز
| السنة | الجائزة                            | الفئة                                                    | النتيجة |
| ----- | ---------------------------------- | -------------------------------------------------------- | ------- |
| 2007  | جائزة نقابة ممثلي الشاشة           | جائزة نقابة ممثلي الشاشة لـ الأداء المبهر للطاقم في فيلم | رُشِّح     |
| 2009  | جوائز غوثام للأفلام المستقلة       | أفضل طاقم                                                | فوز     |
| 2009  | جمعية واشنطن العاصمة لنقاد السينما | أفضل طاقم                                                | فوز     |
| 2010  | جائزة نقابة ممثلي الشاشة           | الأداء المبهر للطاقم في فيلم                             | رُشِّح     |
| 2014  | جائزة نقابة ممثلي الشاشة           | جائزة نقابة ممثلي الشاشة لـ أفضل طاقم في مسلسل دراما     | رُشِّح     |

## روابط خارجية
- بريان جيراغتي على موقع IMDb (الإنجليزية)
- بريان جيراغتي على موقع روتن توميتوز (الإنجليزية)
- بريان جيراغتي على موقع ألو سيني (الفرنسية)
- بريان جيراغتي على موقع أول موفي (الإنجليزية)
- بريان جيراغتي على موقع قاعدة بيانات الأفلام السويدية (السويدية)
- بريان جيراغتي على موقع قاعدة بيانات الفيلم (الإنجليزية)
- بريان جيراغتي على موقع كينوبويسك (الروسية)